# Einschalter
Ein Einschalter  ist ein Schalter mit zwei Anschlüssen, der nur einen Stromkreis öffnet oder schließt.

## Einpoliger Einschalter

Einpoliger Einschalter (Schaltsymbol)

Die englische Abkürzung ist SPST und bedeutet “Single Pole Single Throw” (deutsch etwa „Einzel-Pol einfach umlegend“). SPST wird oft auch als “Single Pole Single Through” oder “Single Pole Single Touch” gedeutet. Er wird zum Ein- und Ausschalten elektrischer Verbraucher verwendet (Ausschaltung), zum Beispiel als Lichtschalter.

## Zweipoliger Einschalter

Zweipoliger Einschalter (Schaltsymbol)

Die englische Abkürzung ist DPST und bedeutet “Double Pole Single Throw” (deutsch etwa „Doppel-Pol einfach umlegend“). DPST wird fälschlich auch als “Double Pole Single Through” oder “Double Pole Single Touch” gedeutet. Er besteht intern aus zwei einpoligen Einschaltern, die gleichzeitig betätigt werden. Damit wird zum Beispiel bei Geräten, die an eine Steckdose angeschlossen werden, der spannungsführende Außenleiter und der Neutralleiter gleichzeitig getrennt. Auch wenn der Stecker andersherum in der Steckdose steckt, wird damit die gefährliche Spannung abgeschaltet.